# Кабатово (Рыбинский район)
В Ярославской области есть ещё одна деревня Кабатово, в Тутаевком районе, а в Рыбинском районе есть деревня со схожим названием Каботово.
Кабатово — деревня в Глебовском сельском поселении Рыбинского района Ярославской области.
Деревня расположена на удалении около 0,5 км от правого берега реки Волги (Рыбинское водохранилище) на впадающем в Волгу небольшом ручье Кормицы, деревня расположена на заметном склоне местности в сторону этого ручья. Она удалена на расстояние около 1 км к югу и вверх по Волге от центра сельского поселения села Глебова. Важную роль в развитии деревни играл проходивший через него, по правому берегу Волги тракт Углич—Молога, мощеный участок этого тракта сохраняется в деревне. В последние годы через село была построена дорога, ведущая от села Николо-Корма к Коприно, служащая для облегчения доступа к строящемуся в Коприно гелиопарку, которая проходит примерно по маршруту бывшего тракта. По требованию жителей Кабатова мощеный участок не был заасфальтирован, чтобы эффективно ограничить скорость автомобилей, проезжающих через деревню.
На удалении около 1 км к юго-востоку от села находится железнодорожная станция Кобостово, железной дороги Рыбинск—Сонково. На расстоянии около 1 км на восток от Кабатово — деревня Петрицево, к ней по левому берегу Кормицы ведёт просёлочная дорога. Примерно в 1,5 км на северо-восток, но уже на противоположном, правом берегу Кормицы — деревня Подвиталово. Все эти деревни расположены на открытой местности и непосредственно видны друг от друга. К юго-западу от Кабатово на расстоянии около 1,5 км железнодорожный мост через реку Волга, а перед мостом две близко расположенные деревни Головино и Березники .
Деревня Кабатова указана на плане Генерального межевания Рыбинского уезда 1792 года.
На 1 января 2007 года в селе проживало 13 человек постоянного населения . Деревня активно используется для дачного отдыха. Почтовое отделение, расположенное на железнодорожной станции Кобостово, обслуживает в деревне 97 домов.